# Goniurosaurus catbaensis
Goniurosaurus catbaensis es una especie de gecos de la familia Eublepharidae.

## Distribución geográfica
Es endémica de la isla Cat Ba (Vietnam).